# Михайло Юрій Чорторийський
Михайло Юрій Чорторийський (пол. Michał Jerzy Czartoryski, 1621 — 1692, Підгірці) — аристократ часів Речі Посполитої, князь на Клевані та Жукові.

## Життєпис
Батько — князь Микола-Юрій Чорторийський, мати — дружина батька княжна Ізабела Корецька.
Молоді роки провів у навчанні за кордоном. Був у свій час добре освіченою людиною.
1642 року прийнятий до двору короля Владислава IV Вази. У 1645 році став крем'янецьким старостою після Петра Даниловича. Брав участь у козацькій війні на стороні Речі Посполитої. У 1649 був під Зборовом. 1651 керував панцирною корогвою в полку великого коронного гетьмана Миколая Потоцького-«Ведмежої лапи» під Берестечком. У 1653 році перебував у королівському військовому таборі під Жванцем. 1653 року став волинським каштеляном, у 1655 закликав волинську шляхту до протидії шведам. У 1658 призначений брацлавським воєводою. 1660 був відзначений під Чудновим, обраний одним з комісарів для угоди з козаками (за це отримав подяку на галицькому сеймику). Від короля Яна II Казімежа отримав посаду волинського воєводи 20 липня 1661 року.
У 1667 обраний Сеймом комісаром для владнання прикордонних справ з Молдавією. Підписав вибір королем Міхала Вишневецького. Був посередником між претендентами на корону Міхалом Корибутом Вишневецьким та Яном Собеським. 1672 року підтримував Голомбську конфедерацію. Найдовше підтримував сторону короля. На виборах 1674 року підтримував сторону Карла Лотаринзького, пізніше підписав вибір королем Яна III Собеського. 1677 року обраний послом до Москви. Мав панцерну корогву в компуті під час Віденської битви 1683 року. У грудні 1688 написав заповіт, за яким його мали поховати в костелі місіонерів у Варшаві.
Був дідичем Чернелиці, фундатором будівництва монастиря домініканів (разом з дружиною Евфрозиною зі Станіславських — вдовою снятинського старости Пйотра (Петра) Потоцького), замку (1659 року), у Чернелиці.
Помер 22 лютого 1692 року в Підгірцях.

## Сім'я
Перша дружина — Розина фон Еккенберг (1646 року, шлюб у червні 1646),) яка померла невдовзі, дітей не мали.
Друга дружина — Евфрозина Станіславська, вдова снятинського старости Пйотра Потоцького, дітей не мали, померла 1668 року.
З 3-ю дружиною — вдовою Яна Олесніцького Йоанною з Олендзьких — мав сина Казимира (литовського підканцлера).